# Schierbrok
Schierbrok ist eine Bauerschaft und ein Ortsteil der Gemeinde Ganderkesee.

## Geografie
Schierbrok liegt etwa fünf Kilometer nordwestlich von Delmenhorst am nördlichen Rand der Wildeshauser Geest. Im Nordosten grenzt Schierbrok an Schönemoor, im Osten an Heide; Hoykenkamp liegt an der südöstlichen Grenze. Im Südwesten befindet sich Stenum, im Westen Rethorn und im Nordwesten Bookholzberg.

## Geschichte
Kurz nach dem Ersten Weltkrieg wurde Schierbrok von Stenum getrennt und so selbständig.

### Einwohnerentwicklung
| Jahr      | Einwohner |
| --------- | --------- |
| 1.1.2001  | 1.664     |
| 1.1.2006  | 1.593     |
| 28.5.2008 | 1.608     |
| 21.3.2016 | 1.636     |
| 8.1.2024  | 1.528     |

## Wirtschaft und Infrastruktur
Seit 1884 verfügt der Ort über einen Bahnhof. Der Haltepunkt Schierbrok befindet sich an der Bahnstrecke Bremen–Oldenburg.
| Linie | Verlauf | Takt   |
| ----- | --- | ------ |
| RS 3  | Bremen Hbf – Bremen-Neustadt – Heidkrug – Delmenhorst – Hoykenkamp – Schierbrok – Bookholzberg – Hude – Wüsting – Oldenburg (Oldb) Hbf (– Oldenburg-Wechloy – Bad Zwischenahn) (einzelne Züge in Tagesrandlage) Stand: Fahrplanwechsel Dezember 2023   | 60 min |
| RS 4  | Bremen Hbf – Bremen-Neustadt – Heidkrug – Delmenhorst – Hoykenkamp – Schierbrok – Bookholzberg – Hude – Berne – Elsfleth – Kirchhammelwarden – Brake (Unterweser) – Rodenkirchen (Oldb) – Kleinensiel – Nordenham Stand: Fahrplanwechsel Dezember 2023 | 60 min |

Zusätzlich gibt es Busverbindungen nach Hude, Bookholzberg, Ganderkesee sowie über Delmenhorst bis nach Bremen.
In Schierbrok befindet sich ein Kindergarten und eine Grundschule. Eine evangelische und eine katholische Kirche befinden sich in anliegendem Erholungsort Stenum. Weiterhin sind ein Supermarkt, eine Tankstelle, eine Volksbank, eine Apotheke, ein Allgemeinarzt und ein Zahnarzt in Schierbrok ansässig.

## Persönlichkeiten
- In Schierbrok wohnte und arbeitete der Künstler Wolfgang Hainke (* 1944).